# Boritsch
Boritsch polnisch Borycz ist ein Ort in der Landgemeinde Stubendorf (Izbicko) im Powiat Strzelecki der Woiwodschaft Opole in Polen.

## Geografie
Boritsch liegt 13,5 km von Strzelce Opolskie (Groß Strehlitz) entfernt.

## Geschichte
Boritsch wurde 1412 erstmals urkundlich erwähnt.   
1910 hatte der Ort 493 Einwohner, davon 479 polnischsprachige, sechs zweisprachige und acht deutschsprachige. Bei der Volksabstimmung am 20. März 1921 stimmten 92 Wahlberechtigte für einen Verbleib bei Deutschland und 185 für Polen. Boritsch verblieb beim Deutschen Reich. 1936 wurde der Ort in Schildbach umbenannt. Bis 1945 befand sich der Ort im Landkreis Groß Strehlitz.
1945 kam der bisher deutsche Ort unter polnische Verwaltung und wurde in Borycz umbenannt und der Woiwodschaft Schlesien angeschlossen. 1950 kam der Ort zur Woiwodschaft Oppeln. 1999 kam der Ort zum wiedergegründeten Powiat Strzelecki.
Am 6. März 2006 wurde in der Gemeinde Stubendorf, zu der Boritsch gehört, Deutsch als zweite Amtssprache eingeführt. Am 20. Mai 2008 erhielt der Ort zusätzlich den amtlichen deutschen Ortsnamen Boritsch. Im Dezember 2008 wurden zweisprachige Ortsschilder aufgestellt.

## Sehenswürdigkeiten
- Wegkapelle aus dem Jahr 1934 mit roter Ziegelsteinfassade mit Marien- und Heiligenfiguren[1]
- Wegkapelle aus dem frühen 19. Jahrhundert mit einem Glockenturm aus dem Jahr 1786 und verputzter Fassade
- Wegkreuze

## Wappen
Alte Siegel und Stempel der Gemeinde Boritsch zeigen eine nach links gekehrte Sense auf einem Hügel. Es weist somit auf den damaligen landwirtschaftlich geprägten Charakter des Ortes hin.